# Oleh Hornykiewicz

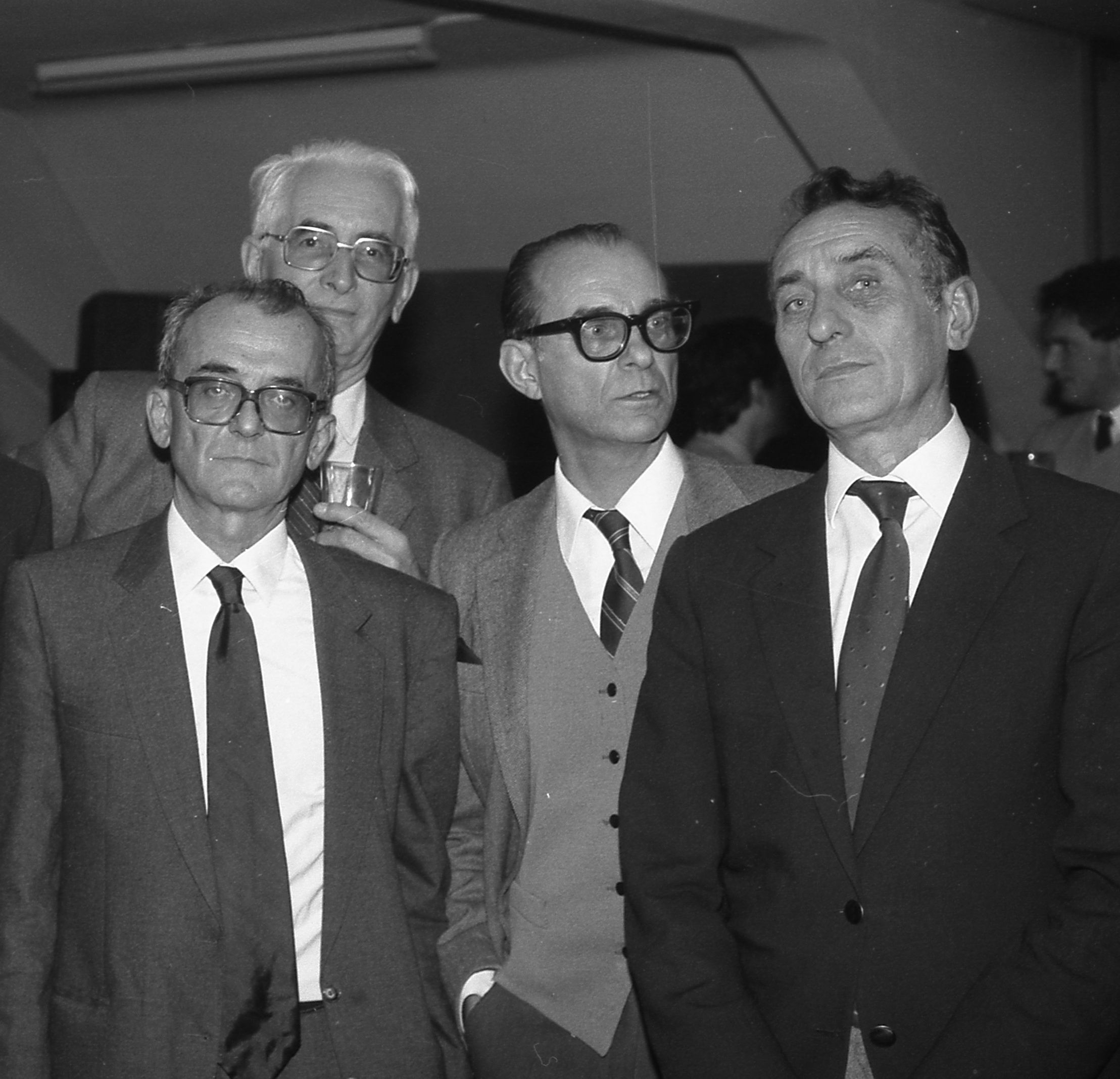
Von links: Georg Hertting, Hans Klupp, Oleh Hornykiewicz und Walter Kobinger (1985)

Oleh Hornykiewicz (* 17. November 1926 in Sychów, Polen, heute Lwiw, Ukraine; † 26. Mai 2020 in Wien) war ein österreichischer Pharmakologe. Er gilt als Pionier auf dem Gebiet der Erforschung der Parkinson-Krankheit und der Rolle des Dopamins. Er wurde mehrfach für den Nobelpreis vorgeschlagen.

## Leben
Hornykiewicz studierte nach dem Zweiten Weltkrieg in Wien. Ab 1964 war er Dozent am pharmakologischen Institut der Universität Wien. Von 1968 bis 1976 war er Professor am Department of Pharmacology der University of Toronto. Von 1976/1977 an war er ordentlicher Universitätsprofessor an der Universität Wien (Emeritierung 1995) sowie Vorstand des Instituts für Biochemische Pharmakologie dieser Universität (bis 1999). Als Emeritus war er seit 2004 der Medizinischen Universität Wien, Zentrum für Hirnforschung, zugeordnet. Seine Forschungstätigkeit führte ihn auch an die University of Saskatchewan in Kanada. Hornykiewicz starb im Mai 2020 im Alter von 93 Jahren in Wien.

## Wissenschaftliches Leben
Herbert Ehringer und Oleh Hornykiewicz stellten als erste den verminderten Dopamingehalt in den Basalganglien des Hirnstammes bei verstorbenen Parkinson-Patienten fest. Walther Birkmayer, damals Leiter der neurologischen Abteilung im Krankenhaus Lainz, und Oleh Hornykiewicz behandelten daraufhin erstmals 20 Wiener Patienten intravenös mit L-Dopa. Am 10. November 1961 publizierten sie ihre Ergebnisse in der Wiener klinischen Wochenschrift:

„Der Effekt einer einmaligen intravenösen L-DOPA-Gabe beim Parkinson-Syndrom bestand, kurz gesagt, vor allem in der gänzlichen Aufhebung bzw. wesentlichen Verringerung der Akinese (Bewegungslosigkeit). Patienten, die sich aus dem Liegen nicht aufsetzen, aus dem Sitzen nicht aufstehen, vom Stehen nicht zum Gehen starten konnten, brachten diese Leistungen nach L-DOPA-Gaben leicht zustande. Sie gingen mit normalen Mitbewegungen, konnten sogar laufen und springen […] Dieser DOPA-Effekt dauerte etwa drei Stunden in voller Stärke an und verschwand dann nach und nach meist innerhalb von 24 Stunden. Er konnte beliebig oft […] reproduziert werden. Rigor (Starre) und Tremor (Zittern) wurden nach unseren bisherigen Erfahrungen durch eine einmalige Gabe nicht nennenswert beeinflusst.“

Als im Jahre 2000 der schwedische Pharmakologe Arvid Carlsson, der auch an der Aufklärung der Rolle des Dopamins als Neurotransmitter gearbeitet hatte, zusammen mit Eric Kandel und Paul Greengard den Nobelpreis für Physiologie oder Medizin „für die Entdeckungen betreffend der Signalübertragung im Nervensystem“ erhielt, verursachte die Entscheidung des Nobel-Komitees Protest. Oleh Hornykiewicz, als noch aktiver emeritierter Professor am Institut für Hirnforschung in Wien, war bereits mehrfach für den Nobelpreis vorgeschlagen worden – meist gemeinsam mit dem Preisträger Arvid Carlsson von der Universität Göteborg. Sowohl Carlsson als auch Hornykiewicz arbeiteten in den 1950er-Jahren unabhängig voneinander. Avid Carlsson hatte im Labor herausgefunden, dass das Fehlen von Dopamin bei Kaninchen und Mäusen Parkinson-Symptome auslöst. Allerdings war es die Wiener Gruppe rund um Oleh Hornykiewicz, die die wesentlichen Forschungen am menschlichen Gehirn durchgeführt hat, die für die Entwicklung der Medikamente ausschlaggebend waren. Der Initiator der Protestaktion war Ali Rajput, Neurologe an der Universität Saskatchewan; er konnte die Unterstützung von etwa 230 Kollegen gewinnen.

## Auszeichnungen und Mitgliedschaften
- 1971 Mitglied der Leopoldina[3]
- 1972 Gairdner Foundation International Award
- 1979 Wolf-Preis in Medizin
- 1979 Mitglied der Österreichischen Akademie der Wissenschaften[4]
- 1993 Ludwig-Wittgenstein-Preis der Österreichischen Forschungsgemeinschaft[5]
- 1994 Schmiedeberg-Plakette der Deutschen Gesellschaft für experimentelle und klinische Pharmakologie und Toxikologie
- 2001 Billroth-Medaille
- 2008 Österreichisches Ehrenkreuz für Wissenschaft und Kunst I. Klasse
- 2010 Österreichisches Ehrenzeichen für Wissenschaft und Kunst
- 2014 Warren Alpert Foundation Prize[6]
- 2016 Goldenes Ehrenzeichen für Verdienste um das Land Wien[7]